# Équipe du Yémen des moins de 17 ans de football
Maillots
L'équipe du Yémen des moins de 17 ans est une sélection de joueurs de moins de 17 ans au début des deux années de compétition placée sous la responsabilité de la Fédération du Yémen de football. Cette équipe a été une fois finaliste de la Coupe d'Asie des nations des moins de 16 ans et a participé une fois à la Coupe du monde des moins de 17 ans.

## Parcours en Coupe d'Asie des nations de football des moins de 16 ans
- 1985 : Membre du Sud-Yémen
- 1986 : Membre du Sud-Yémen
- 1988 : Membre du Sud-Yémen
- 1990 : Non inscrit
- 1992 : Non qualifié
- 1994 : Non qualifié
- 1996 : Non qualifié
- 1998 : Forfait
- 2000 : Non inscrit
- 2002 :  Finaliste
- 2004 : Non qualifié
- 2006 : 1er tour
- 2008 : 1er tour
- 2010 : Non qualifié
- 2012 : 1er tour
- 2014 : Non qualifié
- 2016 : 1er tour
- 2018 : 1er tour
- 2023 : À venir

## Parcours en Coupe du monde des moins de 17 ans
- 1985 : Membre du Sud-Yémen
- 1987 : Membre du Sud-Yémen
- 1989 : Membre du Sud-Yémen
- 1991 : Non inscrit
- 1993 : Non qualifié
- 1995 : Non qualifié
- 1997 : Non qualifié
- 1999 : Forfait
- 2001 : Non inscrit
- 2003 : 1er tour
- 2005 : Non qualifié
- 2007 : Non qualifié
- 2009 : Non qualifié
- 2011 : Non qualifié
- 2013 : Non qualifié
- 2015 : Non qualifié
- 2017 : Non qualifié
- 2019 : Non qualifié
- 2023 : À venir

## Anciens joueurs
- Akram Al-Worafi
- Sami Juaim
- Abdulelah Sharyan
- Yaser Al Badani